# Michael Reed Barratt
Michael Reed Barratt (Vancouver, 16 aprile 1959) è un astronauta e medico statunitense.
Prima di venir selezionato come astronauta nel 2000, lavorò come medico di volo del Johnson Space Center (JSC) della NASA per nove anni. Partecipò a due missione spaziali, la missione di lunga durata Expedition 19/20 (2009) e la missione Shuttle STS-133 (2011), entrambe verso la Stazione spaziale internazionale. È tornato nello spazio il 3 marzo 2024 come pilota della navicella Crew Dragon Endeavour per trascorrere sei mesi sulla ISS durante la missione SpaceX Crew-8 (Expedition 71).

## Biografia

### Istruzione
Si laureò in zoologia all'Università di Washington nel 1981 e in medicina alla Northwestern University nel 1985. Completò poi il tirocinio triennale in medicina interna presso la Northwestern University nel 1988 e un anno di tirocinio presso il Veterans Administration Lakeside Hospital di Chicago l'anno successivo. Nel 1991 conseguì master in medicina aerospaziale presso la Wright State University.

### Carriera come medico di volo
Iniziò a lavorare al JSC della NASA nel maggio 1991 come medico presso KRUG Life Sciences, occupandosi dei sistemi medici per la Stazione spaziale Freedom. Nel luglio 1992 venne assegnato come Medico di volo della NASA, lavorando nelle Operazioni mediche del programma Space Shuttle mentre nel gennaio 1994 venne assegnato al programma congiunto Shuttle-Mir, lavorando al Centro di addestramento cosmonauti (GCTC) della Città delle Stelle, in Russia, come medico degli astronauti NASA Norman Thagard e Bonnie Dunbar della missione Mir EO-18/STS-71, servendo anche come CAPCOM.
Dal luglio 1995 al luglio 1998 ricoprì il ruolo di direttore delle operazioni mediche per la Stazione spaziale internazionale (ISS), durante il quale svolse numerosi viaggi in Russia con i suoi corrispettivi al GCTC, all'Istituto di problemi biomedici e negli altri centri dei partner internazionali. Barratt servì come capo medico di volo per la prima missione di lunga durata sulla ISS (Expedition 1) da luglio 1998 fino alla sua selezione di astronauta. 

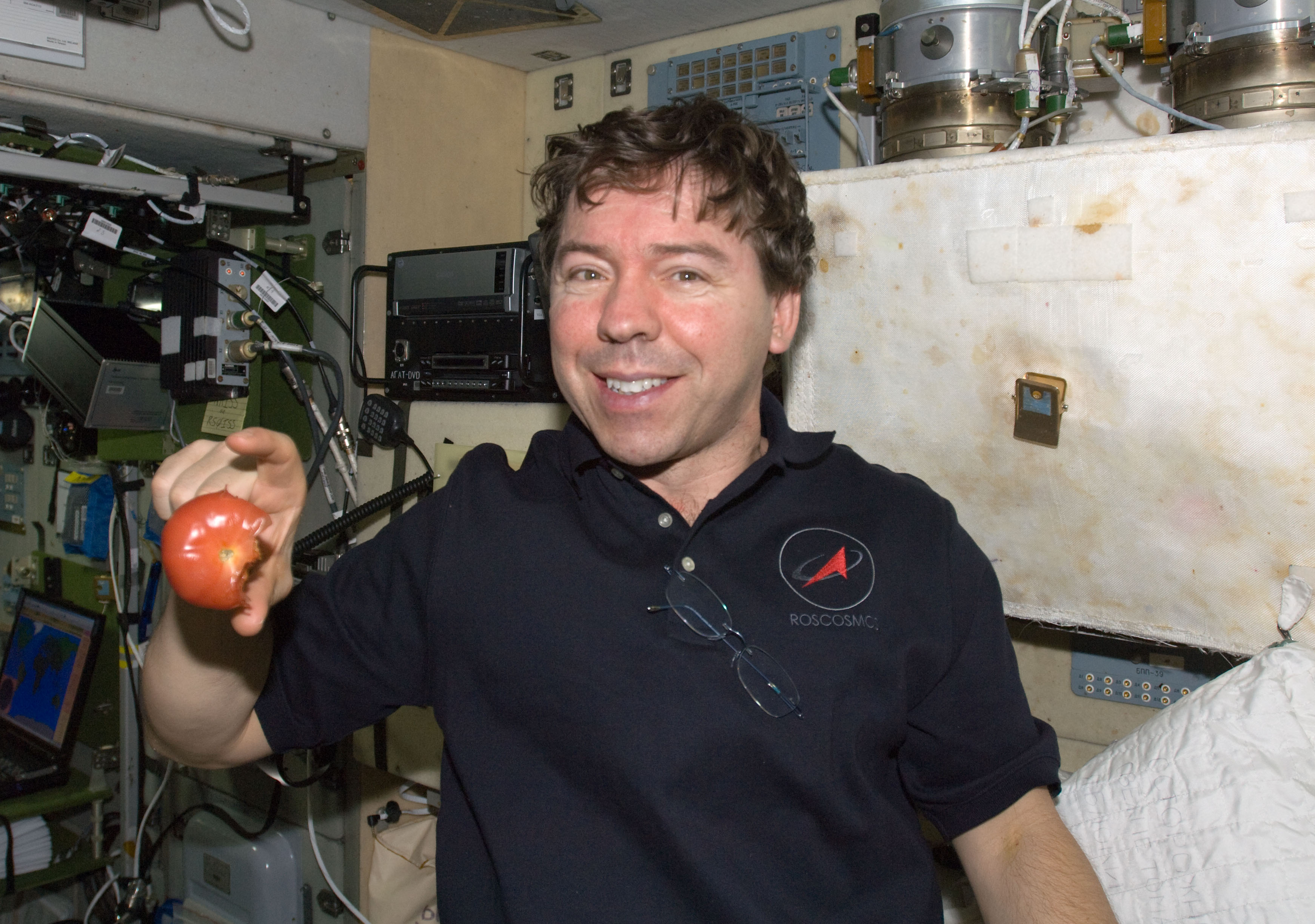
Barratt nel modulo Zvezda della ISS

### Carriera come astronauta
Venne selezionato come astronauta della NASA con il ruolo di Specialista di missione del Gruppo 18 nel luglio del 2000. Completato l'addestramento di base di due anni, divenne ufficialmente un astronauta assegnabile alle missioni spaziali. In attesa di una assegnazione lavorò nella divisione della Stazione Spaziale Internazionale dell'Ufficio astronauti del JSC. Nell'ottobre 2004 passò dieci giorni nel laboratorio sottomarino Aquarius, situato nel fondale della costa di Key Largo, Florida, per la missione analoga NEEMO 7. Da gennaio 2012 a aprile 2013, Barratt ricoprì il ruolo di Manager dell'Human Research Program presso il JSC, dove aiutò nelle ricerche sui rischi del volo spaziale sulla salute e sulle prestazioni degli astronauti durante una missione spaziale di lunga durata. Nel settembre 2013 partecipò alla missione analoga di sette giorni ESA CAVES 2013, all'interno di una grotta in Sardegna. Durante la sua carriera Barratt lavorò sui carichi utili scientifici presenti sulla ISS e venne ampiamente coinvolto nelle applicazioni mediche e relative alla componente umana dei programmi spaziali umani Commercial Crew e Artemis.

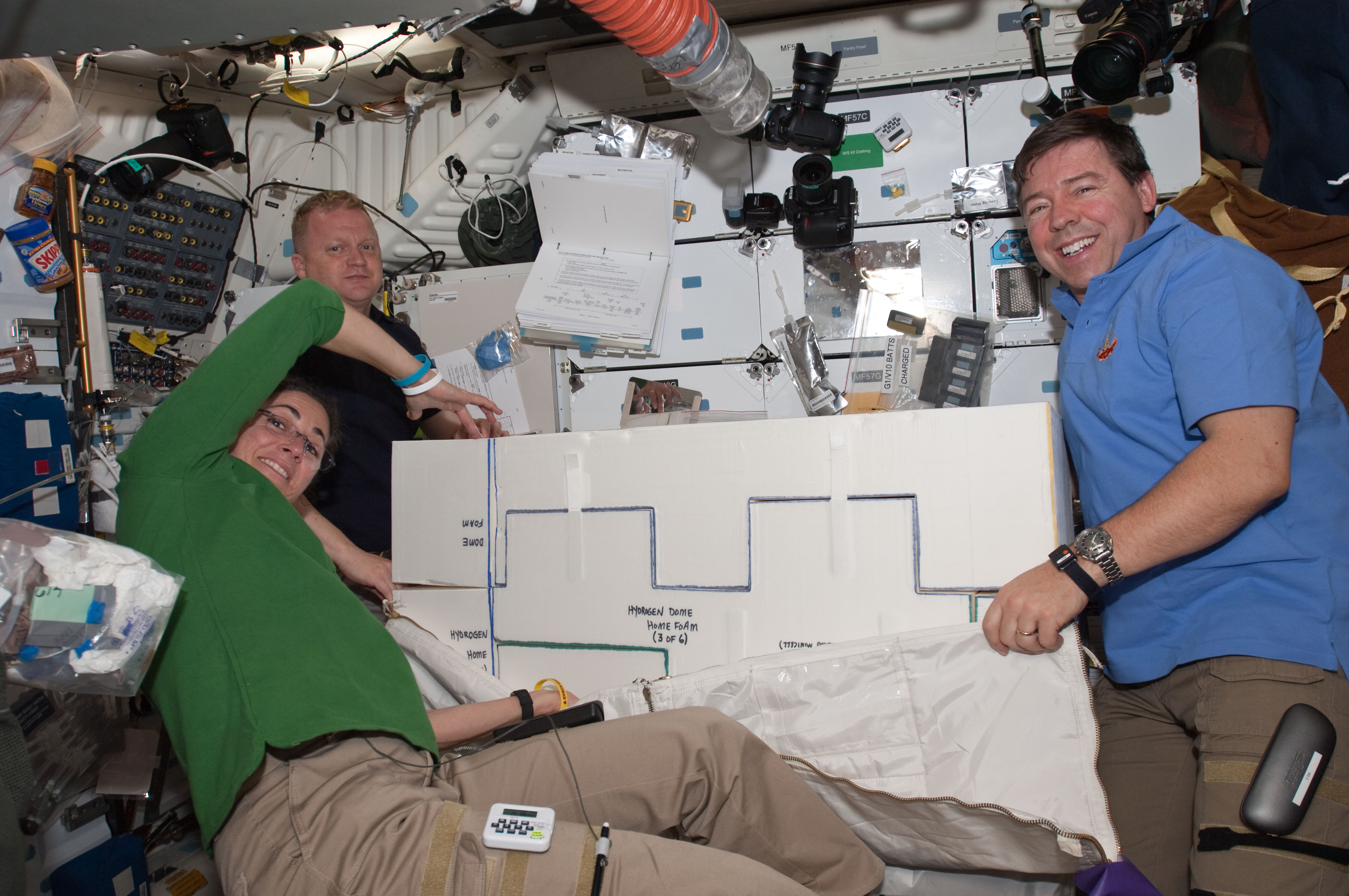
Barratt (a destra) con altri membri della missione STS-133

#### Sojuz TMA-14 (Expedition 19/20)
Il 26 marzo 2009 partì per la sua prima missione spaziale a bordo della navicella russa Sojuz TMA-14 insieme al comandante Gennadij Padalka e il turista spaziale Charles Simonyi verso la Stazione Spaziale Internazionale. Durante la permanenza in orbita, gli equipaggi della ISS passarono da tre a sei membri a partire dell'Expedition 20. Inoltre Barrat svolse un centinaio di esperimenti scientifici, due attività extraveicolari (più precisamente una EVA e una IVA) all'esterno del segmento russo della ISS con la tuta russa Orlan e aiutò nelle attività delle missioni Shuttle STS-127, STS-128 e della prima missione di rifornimento della navicella giapponese H-II Transfer Vehicle (HTV-1). L'11 ottobre 2009, dopo 199 giorni nello spazio, atterrò nel Kazakistan con Padalka e il turista Guy Laliberté.

#### STS-133
Tornò nello spazio il 24 febbraio 2011 a bordo dello Space Shuttle Discovery per la missione di breve durata STS-133. Inizialmente il lancio era fissato per il 1º novembre 2010 ma venne rinviato numerose volte per dei problemi riscontrati allo Shuttle. L'obiettivo principale della missione era la consegna alla ISS del Permanent Multipurpose Module, una versione modificata del Multi-Purpose Logistics Module che sarebbe rimasta agganciata alla ISS come modulo di stoccaggio, e del Express Logistics Carrier 4. Durante i dodici giorni di missione Barratt fu responsabile delle attività robotiche con il Canadarm2.

#### SpaceX Crew-8 (Expedition 71)
Nell'agosto 2023 venne assegnato alla missione SpaceX Crew-8 (Expedition 71) durante la quale trascorrerà sei mesi a bordo della Stazione spaziale internazionale. Il lancio, avvenuto il 3 marzo 2024, è avvenuto 13 anni dopo il suo ultimo volo spaziale.

## Vita privata
È sposato con Michelle Barratt e ha cinque figli. Nel tempo libero gli piace scrivere, andare a vela, fare manutenzione di barche, passare del tempo in famiglia e le attività ecclesiastiche. Barratt possiede una patente di pilota privato ed è qualificato a volare sui T-38 della NASA.